# Mimusops riparia
Mimusops riparia är en tvåhjärtbladig växtart som beskrevs av Adolf Engler. Mimusops riparia ingår i släktet Mimusops och familjen Sapotaceae. IUCN kategoriserar arten globalt som sårbar. Inga underarter finns listade i Catalogue of Life.